# Herbert MacGregor Paterson
Herbert MacGregor Paterson, britanski general, * 1898, † 1979.